# Skidoo
Skidoo – opuszczone miasto w stanie Kalifornia na terenie Parku Narodowego Dolina Śmierci. Sławne na początku XX wieku, gdy w okolicach odkryto złoto. Mieszkańcy odeszli po kilku latach. Nie pozostały żadne budynki w stanie używalności. Resztki są czasem odwiedzane przez pasjonatów miast duchów.